# Bittacus rossi
Bittacus rossi is een schorpioenvlieg uit de familie van de hangvliegen (Bittacidae). De wetenschappelijke naam van de soort is voor het eerst geldig gepubliceerd door Londt in 1977.
De soort komt voor in Congo-Kinshasa.